# Głosy organowe

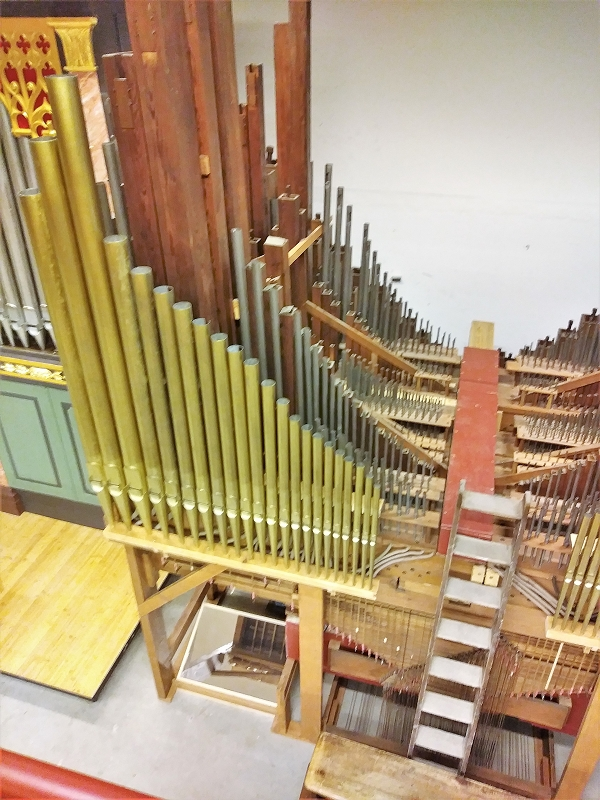
Wnętrze szafy organowej z widocznymi piszczałkami ustawionymi w rzędy – głosy organowe

Głosy organowe – lista wybranych głosów organowych.

## Wstęp
Głos organowy, również rejestr, to zespół piszczałek organowych mających jednakową barwę i natężenie dźwięku, z których każda wydaje jeden dźwięk skali muzycznej. Organy mają od kilku do kilkuset głosów. Niektóre głosy organowe mają tyle samo piszczałek w rzędzie, ile jest klawiszy w manuale, tj. od 49 do 61, i obejmują zakres 4 do 5 oktaw; inne – głosy wielorzędowe – zbudowane są z kilku rzędów (chórów) – jeden klawisz uruchamia więcej niż jedną piszczałkę; jeszcze inne głosy obejmują mniej niż 4 oktawy. Głosy klawiatury nożnej zawierają 30–32 piszczałki.
Terminy oznaczające głosy organowe składają się z nazwy własnej, liczby (całkowitej lub mieszanej – z ułamkiem) określającej długość piszczałki o najniższej wysokości dźwięku w rzędzie, oraz – dla głosów mieszanych – ilości chórów, na przykład Trompet 8′, Mikstura 1 1/3′ IV. Nomenklatura, w wyniku nieznormalizowania budownictwa organowego, nie jest jednolita, można jednak wyróżnić najczęściej spotykane głosy.

## Lista głosów organowych
| Nazwa                | Inne nazwy                                                                 | Rodzaj piszczałek    | Charakter brzmienia    | Opis | Źródła                           |
| -------------------- | -------------------------------------------------------------------------- | -------------------- | ---------------------- | --- | -------------------------------- |
| Pryncypał            | Starszak Prestant Octava Superoctava                                       | wargowe              | pryncypały             | Najważniejszy głos w organach. Otwarte piszczałki wargowe, metalowe lub drewniane, o średniej menzurze, bez charakterystycznych cech w barwie. W manuale podstawowym jest 8′, w pedale – 16′ (metalowy) i 32′ (drewniany). | [ 4 ] [ 5 ] [ 6 ] [ 7 ] [ 8 ]    |
| Pryncypał skrzypcowy | -                                                                          | wargowe              | pryncypałowo-smyczkowe | Otwarte piszczałki wargowe, metalowe lub drewniane, o wąskiej menzurze, barwa nieco jaśniejsza od pryncypału. | [ 4 ]                            |
| Gamba                | Viola da gamba Gamba-basso Gambetta                                        | wargowe              | smyczkowe              | Bardzo wąska menzura, miekka barwa zbliżona do viola da gamba. Przeważnie 16′ (gamba-basso), 8′, 4′, 2′ (gambetta). Wprowadzone na początku XVII wieku.                                                                    | [ 4 ] [ 9 ] [ 10 ]               |
| Aeolina              | -                                                                          | wargowe              | smyczkowe              | Piszczałki o najwęższej spotykanej menzurze. Dźwięk delikatny, eteryczny. Przeważnie 8′, w pedale 16′. Wprowadzony do budownictwa w połowie XIX wieku. Występuje także wersja języczkowa, z języczkiem przelatującym.      | [ 9 ] [ 11 ]                     |
| Violino              | -                                                                          | wargowe              | smyczkowe              | Bardzo wąska menzura, miękka barwa zbliżona do skrzypiec. Przeważnie 4′, 2′. | [ 4 ]                            |
| Viola                | -                                                                          | wargowe              | smyczkowe              | Bardzo wąska menzura, miękka barwa zbliżona do altówki. Przeważnie 8′, 4′. | [ 4 ] [ 7 ]                      |
| Violoncello          | Cello Violonbas                                                            | wargowe              | smyczkowe              | Bardzo wąska menzura, miękka barwa zbliżona do wiolonczeli. Przeważnie 16′, 8′. | [ 4 ] [ 9 ] [ 12 ] [ 10 ]        |
| Contrabas            | Kontrabas                                                                  | wargowe              | smyczkowe              | Dźwięk rżnięty, bogaty w alikwoty, nie za mocny. Przeważnie 32′, 16′. | [ 9 ]                            |
| Salizional           | Salicet Wierzbin Salicjonał                                                | wargowe              | smyczkowe              | Bardzo wąska menzura. Przeważnie 8′, 4′. Wprowadzonyn w pierwszej połowie XVII wieku. | [ 4 ] [ 13 ] [ 9 ] [ 7 ] [ 14 ]  |
| Dulciana             | Dolkan                                                                     | wargowe              | smyczkowe              | Bardzo wąska menzura. Przeważnie 8′, 4′. | [ 4 ] [ 15 ] [ 7 ]               |
| Puzon                | Posaune Bazuin Bucciane                                                    | języczkowe           | języczkowe             | Piszczałki z roztrąbami otwartymi. Najgłośniejszy głos organowy. | [ 16 ] [ 8 ]                     |
| Harmonica            | Harmonium                                                                  | wargowe              | smyczkowe              | Bardzo wąska menzura. Przeważnie 8′, 4′. | [ 4 ] [ 15 ]                     |
| Fugara               | -                                                                          | wargowe              | pryncypałowo-smyczkowy | Bardzo wąska menzura. Przeważnie 8′, 4′. | [ 4 ] [ 17 ]                     |
| Flauto               | Flauto traverso flauto dolce flûte harmonique flûte octaviane flauto dolce | wargowe              | fletowe                | Wąskie, cylindryczne, otwarte piszczałki z twardego drzewa; czasami przedęte oktawowo. Przeważnie 8′, 4′. | [ 4 ] [ 7 ]                      |
| Flageolet            | Flassflet Flassinet                                                        | wargowe              | fletowe                | Wąskie, cylindryczne, otwarte piszczałki z twardego drzewa; czasami przedęte oktawowo. Przeważnie 2′. | [ 4 ] [ 18 ] [ 19 ]              |
| Flet pusty           | Höhflote Holflet                                                           | wargowe              | fletowe                | Szerokie, cylindryczne, otwarte piszczałki z twardego drzewa; czasami przedęte oktawowo. Przeważnie 8′, 4′, 2′. | [ 4 ] [ 19 ]                     |
| Flet leśny           | Tibia silvestris Sylvana Flauto di Pan Waldflöte                           | wargowe              | fletowe                | Szerokie, cylindryczne, otwarte piszczałki z twardego drzewa; czasami przedęte oktawowo. Przeważnie 8′, 4′, 2′. | [ 4 ] [ 5 ] [ 20 ]               |
| Nachthorn            | Róg nocny                                                                  | wargowe              | fletowe                | Piszczałki wargowe metalowe (cyna lub cynk), otwarte, szerokomenzurowane. Od 1′ do 16′. | [ 19 ] [ 7 ]                     |
| Sifflöte             | Siflet Sifflet                                                             | wargowe              | fletowe                | Piszczałki wargowe metalowe (cyna lub cynk), otwarte, szerokomenzurowane. Przeważnie 1′, 1 1/3′, 2′. Dźwięk jasny, w górnym rejestrze przechodzący w łagodne syczenie.                                                     | [ 19 ] [ 21 ]                    |
| Doppelflöte          | Dubelflet Flet podwójny                                                    | wargowe              | fletowe                | Piszczałki wargowe metalowe (cyna lub cynk) lub drewniane, otwarte, szerokomenzurowane. Przeważnie 8′ i 4′. Podwójne wargi umieszczone w dwóch przeciwległych ścianach piszczałki.                                         | [ 19 ] [ 18 ] [ 22 ]             |
| Gemshorn             | Róg kozi                                                                   | wargowe              | smyczkowe              | Piszczałki zwężające się stożkowo ku górze. Może mieć dźwięk zabarwiony na fletowo lub smyczkowo. | [ 4 ] [ 23 ] [ 7 ] [ 17 ]        |
| Pyramidon            | -                                                                          | wargowe              | -                      | Piszczałki rozszerzające się stożkowo ku górze | [ 4 ]                            |
| Dolce                | -                                                                          | wargowe              | -                      | Piszczałki rozszerzające się stożkowo ku górze. Łagodne brzmienie. | [ 4 ] [ 22 ]                     |
| Portunal             | Flet portunał Portunał                                                     | wargowe              | fletowe                | Piszczałki rozszerzające się stożkowo ku górze. Barwa lekko nosowa, zbliżona do klarnetu. | [ 4 ] [ 24 ] [ 20 ] [ 25 ]       |
| Gedackt              | Pressior                                                                   | wargowe              | kryte                  | Szerokomenzurowane piszczałki kryte; ciemna, oddalona barwa. Długość od 4′ w górę. | [ 4 ] [ 24 ] [ 26 ]              |
| Burdon               | Bourdon Borduna Bordun                                                     | wargowe              | kryte                  | Szerokomenzurowane piszczałki kryte; ciemna, oddalona barwa. Długość od 4′ w górę. | [ 4 ] [ 18 ] [ 26 ] [ 7 ] [ 11 ] |
| Quintaton            | Kwintadena                                                                 | wargowe              | -                      | Wąskomenzurowe piszczałki kryte, silny dopływ powietrza w celu uzyskania 3. tonu harmonicznego (duodecymy) w barwie. Długość od 4′ w górę.                                                                                 | [ 4 ] [ 26 ] [ 7 ]               |
| Subbas               | -                                                                          | wargowe              | kryte                  | Średniomenzurowe piszczałki kryte. Podstawowy głos sekcji pedału. | [ 4 ] [ 26 ] [ 7 ] [ 27 ]        |
| Flet rurkowy         | Rurflet Flet trzcinowy Rohrflöte Rohrquinte                                | wargowe              | półkryte               | Ważny głos organowy. Piszczałki częściowo kryte, z rurką wystającą przez przykrywkę, o jasnej barwie dźwięku. | [ 4 ] [ 28 ] [ 14 ]              |
| Trompet              | Tuba Tromba Trąbka                                                         | języczkowe           | trąbkowe               | Najważniejszy głos języczkowy. Piszczałki z języczkami kryjącymi i roztrąbami lejkowatymi, silnie rozszerzającymi się | [ 29 ] [ 16 ] [ 30 ]             |
| Clarino              | Trompet                                                                    | języczkowe           | języczkowe             | Piszczałki z roztrąbami lejkowatymi, silnie rozszerzającymi się | [ 29 ]                           |
| Bombarde             | Trombone Bombardon Pomort basowy Gross-Pommer                              | języczkowe           | trąbkowe               | Piszczałki z roztrąbami lejkowatymi, silnie rozszerzającymi się | [ 29 ] [ 18 ] [ 11 ]             |
| Fagotto              | Fagot                                                                      | języczkowe           | języczkowe             | Piszczałki z roztrąbami złożonymi z kilku części cylindrycznych i stożkowych. Barwą zbliżone do fagotu. | [ 29 ] [ 7 ] [ 22 ]              |
| Oboe                 | Obój Hautbois                                                              | języczkowe           | języczkowe             | Piszczałki z języczkami kryjącymi (wyjątkowo przelatującymi) i roztrąbami złożonymi z kilku części cylindrycznych i stożkowych. Barwą zbliżone do oboju.                                                                   | [ 29 ] [ 7 ] [ 17 ] [ 31 ]       |
| Szałamaja            | Schalmei                                                                   | języczkowe           | języczkowe             | Piszczałki z roztrąbami złożonymi z kilku części cylindrycznych i stożkowych. Barwą zbliżone do szałamai. | [ 32 ]                           |
| Clarinetto           | Klarnet                                                                    | języczkowe           | języczkowe             | Piszczałki z języczkami przelatującymi i roztrąbami złożonymi z kilku części cylindrycznych i stożkowych. Barwą zbliżone do klarnetu.                                                                                      | [ 29 ] [ 17 ]                    |
| Oboe d’amore         | -                                                                          | języczkowe           | języczkowe             | Piszczałki z roztrąbami złożonymi z kilku części cylindrycznych i stożkowych. Barwą zbliżone do oboju miłosnego. | [ 29 ]                           |
| Clarino              | -                                                                          | języczkowe           | języczkowe             | Piszczałki z roztrąbami o bardzo małej menzurze, równoległe. | [ 29 ]                           |
| Krummhorn            | Lituus Krzywuła Phocinx Krzywy róg Cromorne                                | języczkowe           | języczkowe             | Piszczałki z języczkami kryjącymi i roztrąbami o bardzo małej menzurze, rozszerzające się. | [ 29 ] [ 33 ] [ 34 ] [ 35 ]      |
| Musette              | -                                                                          | języczkowe           | języczkowe             | Piszczałki z roztrąbami o bardzo małej menzurze, zwężające się. | [ 29 ]                           |
| Corno inglese        | -                                                                          | języczkowe           | języczkowe             | Piszczałki z roztrąbami zakończonymi pudełkiem cylindrycznym otwartym. | [ 36 ]                           |
| Cynk                 | Cynek Zinck Kornet Litice                                                  | języczkowe           | trąbkowe               | Piszczałki z roztrąbami zakończonymi pudełkiem cylindrycznym otwartym. | [ 18 ] [ 33 ] [ 37 ] [ 12 ]      |
| Basethorn            | -                                                                          | języczkowe           | języczkowe             | Piszczałki z roztrąbami zakończonymi pudełkiem cylindrycznym półzamkniętym. | [ 36 ]                           |
| Rancket              | -                                                                          | języczkowe           | języczkowe             | Piszczałki z dwoma roztrąbami o różnych menzurach. | [ 36 ]                           |
| Vox humana           | -                                                                          | języczkowe / wargowe | -                      | Imituje barwę głosu ludzkiego. Każdemu klawiszowi przypisane są dwie piszczałki nastrojone z różnicą kilku herców. Występuje w organach od XVI wieku.                                                                      | [ 36 ] [ 38 ] [ 39 ]             |
| Vox coelestis        | Bifara Voix céleste                                                        | wargowe              | smyczkowe              | Barwa eteryczna. Piszczałki wargowe otwarte lub półzamknięte z dwoma, położonymi jedna nad drugą szczelinami, dającymi efekt dudnienia. Wprowadzony w XIX wieku.                                                           | [ 36 ] [ 40 ] [ 7 ] [ 10 ]       |
| Unda maris           | Fala morska                                                                | wargowe              | fletowe                | Piszczałki wargowe nastrojone nieco niżej od pozostałych głosów, dające efekt dudnienia w przypadku równoczesnego użycia z innym głosem. Wprowadzony w epoce romantyzmu.                                                   | [ 36 ] [ 7 ] [ 30 ]              |
| Buccina              | Puzon                                                                      | wargowe              | -                      | - | [ 18 ]                           |